# Hibakusha (bande dessinée)
Hibakusha est une bande dessinée écrite par Thilde Barboni, dessinée et mise en couleurs par Olivier Cinna et publiée en album en 2017.

## Résumé
À Berlin en 1944, Ludwig Mueller, qui a passé son enfance au Japon où son père était consul d’Allemagne et parle couramment japonais, a échappé à la conscription en raison d’un léger handicap et travaille pour le gouvernement en tant que traducteur, sans se mêler de politique et sans états d'âme sur les exactions commises par les nazis. Rêvant d'une passion amoureuse intense et violente, il se désintéresse totalement de son épouse et de leur enfant. Il est envoyé au Japon pour effectuer la traduction de documents hautement confidentiels. Arrivé à Hiroshima, affecté à une usine de produits chimiques, il constate que les documents à traduire portent sur des expériences auxquelles il ne comprend rien mais qui semblent se rapporter à des tortures et expériences pratiquées sur des êtres humains, qui remettent en cause son indifférence. Il rencontre alors une jeune Japonaise avec laquelle il va vivre une relation passionnée.

## Historique
C'est le dessinateur Oliver Cinna qui a demandé à Thilde Barboni d'adapter pour une bande dessinée la nouvelle Hiroshima, fin de transmission qu'elle avait publiée en 1983 aux éditions Affaires de style à Bruxelles, qui lui avait été inspirée par les ombres d'Hiroshima, ce phénomène observé après l'explosion de la bombe atomique d'Hiroshima qui avait laissé des marques correspondant aux projections des objets, des corps et du mobilier urbain sur le béton, comme une projection photographique. Au travers de l'éveil et de la rédemption d'un petit fonctionnaire, Thilde Barboni évoque l'horreur d'Hiroshima et ravive la mémoire des Hibakusha, les survivants de la bombe, tout en tirant son récit vers le fantastique en imaginant qu'une de ces ombres avait conservé une conscience à travers les décennies,.

## Publication

### Périodique
- L'Immanquable : du no 74 au no 76[3]

### Album
- Édition originale : 54 pages, grand format, Dupuis coll Aire Libre, 2017 (DL 05/2017)  (ISBN 978-2-8001-7073-2)[4]
- Tirage de Tête : 54 pages, grand format 236 mm x 310 mm, tirage limité à 777 exemplaires sous jaquette illustrée, enrichi d'un dessin inédit numéroté et signé par les auteurs, avec cahier graphique de 6 pages en fin d'album, Dupuis, 2017 (DL 05/2017)  (ISBN 978-2-8001-7074-9)[4],[5]

## Accueil critique
L'album a reçu des critiques globalement positives :

« Ce récit sensible et original est porté par le dessin au pinceau d’Olivier Cinna, dont le trait contoure admirablement les corps : plus à l’aise là, d’ailleurs, que dans les décors que l’auteur rehausse en revanche de couleurs séduisantes et suggestives. Il en ressort une fragilité qui convient bien à cette histoire sentimentale et dramatique »

 (BD Zoom).

« Toute en finesse, cette histoire parle de vie, de mort, d’amour. Elle évoque des personnages emportés dans la tourmente d’événements qui les dépassent mais qui réussissent malgré tout à agir à leur échelle (...) Cette très belle BD « fonctionne » grâce au dessin sensible et subtil d’Olivier Cinna, avec ses belles harmonies de teintes douces, jaune, rose et rouge sombre »

(Asialyst)

« Résumer cet album à une belle histoire fusse-t-elle  [sic] de cœur serait réducteur car il permet une métaphore qui rappelle à notre mémoire le sort de ceux qui survécurent à l’explosion qu’au prix de terribles souffrances (...) Graphiquement des plus réussis, Hibakusha hésite cependant à choisir son registre et, par ses nombreuses ellipses, laisse trop de choses dans l’ombre d’une guerre qui apparait finalement qu’en pointillés. »

 (BD Gest').

« Thilde Barboni rend un vibrant hommage à une nation souvent meurtrie, dont l'aura solennelle rayonne encore et toujours à travers les imaginaires. Une œuvre sublimée par le trait d'Olivier Cinna, qui offre à ce récit entre fiction et réalité historique la force subtile et la pure délicatesse d'un magnifique haïku. »

 (La bande du 9).